# Благословенные
«Благословенные» (швед. De Två Saliga; другое название — «Двое блаженных») — телевизионный художественный фильм режиссёра Ингмара Бергмана, снятый в 1986 году. Сценарий написала Улла Исаксон по собственному роману.

## Сюжет
Фильм повествует о судьбе двух юродивых, волею судьбы оказавшихся вместе. Потеря рассудка — одна из любимых тем Бергмана — в этом фильме раскрыта зримо и подробно.

## В ролях
- Харриет Андерссон
- Пер Мюрберг
- Кристина Шоллин
- Кристина Адольфсон
- Ларс-Ове Карлберг
- Ирма Кристенсон
- Майлис Гранлунд
- Бьёрн Густафсон
- Бертил Норстрем
- Лассе Пёйсти
- Йохан Рабеус
- Леннарт Толлен
- Маргрет Вейверс